# Halitiara formosa
Halitiara formosa is een hydroïdpoliep uit de familie Protiaridae. De poliep komt uit het geslacht Halitiara. Halitiara formosa werd in 1882 voor het eerst wetenschappelijk beschreven door Fewkes. 